# Église Saint-Pierre-et-Saint-Paul d'Ingrandes-sur-Vienne
Pour les articles homonymes, voir Église Saint-Pierre-et-Saint-Paul.
L'église Saint-Pierre-et-Saint-Paul est une église catholique située à Ingrandes-sur-Vienne, en France.

## Localisation
L'église est située dans le département français de la Vienne, sur la commune d'Ingrandes-sur-Vienne.
L'église s'élève de nos jours au bord de la route nationale 10, dans un environnement bruyant et polluant. Toutefois, la municipalité a cherché à la mettre en valeur, en, notamment, supprimant les bâtiments adventices et ses abords ont été réaménagés.
L'église est implantée le long d'une ancienne voie romaine qui deviendra au cours du Moyen Âge l'un des principaux chemins de Saint-Jacques de Compostelle. C'est un lieu de passage important durant cette période qui va concourir à l'enrichissement de l'édifice.

## Historique
Les restaurations de l'extérieur de la nef, du chevet et du transept sont prévues pour fin 2012 - 2013
L'édifice est classé au titre des monuments historiques en 1910.

## Description de l'extérieur
L'église saint-Pierre-et-Saint-Paul est un des plus anciens monuments religieux du Poitou. Cet édifice offre, à l'instar de celui de Civaux, un exemple de construction pré-romane réutilisée à l'époque romane. Il est même probable qu'une partie des pierres les plus anciennes proviennent d'édifices gallo-romains, alors, en ruine.
Le mur extérieur septentrional, la façade à l'exception du pignon, le mur en retour d'angle du chœur jusqu'à l'abside au nord, datent du Xe siècle. L'appareil est en tuffeau clair, petit et assez régulier. La section est sensiblement carrée. Il est d'aspect très nu. Le jointement est épais.
La façade occidentale est percée de deux fenêtres aujourd'hui obstruées. Le portail est en tiers-point. Il est postérieur au XIIe siècle. Il a été percé dans le mur pré-roman. Son entourage est mouluré d'un boudin. Il est surmonté d'un écu du XVe siècle, aujourd'hui illisible. Les contreforts sont construits au moyen d'un lourd appareil régulier qui date de l'époque romane.
Le mur méridional est percé d'une porte gothique dans la deuxième travée.
Le clocher date du XIXe siècle. Il est carré. Il est ajouré sur chaque face de ses deux étages par de belles baies jumelles. Ces dernières sont simples au niveau inférieur mais moulurées et flanquées de colonnettes au deuxième étage. Il est couvert d'ardoises. Une tourelle circulaire y donne accès, elle-même accessible par une ouverture placée en hauteur dans le collatéral.

## Description de l'intérieur
Le plan de l'église se compose d'une nef à trois travées flanquée de collatéraux et précédée, à l'ouest, d'une travée beaucoup plus courte. La nef se poursuit ensuite d'une travée sous clocher avec des bas-côtés et une abside semi-circulaire moderne.

### La nef et ses collatéraux
La nef date du XIIe siècle. Elle associe les profils en plein cintre des grandes arcades et des voûtes des bas-côtés au voûtement du vaisseau principal qui est en berceau légèrement brisé sur des arcs doubleaux simples et aveugles.
En partant du fond de l'église, les piliers, de frustes au départ, deviennent de plus en plus ouvragés à mesure que l'on progresse vers la travée sous le clocher. Cela montre que la reprise d’œuvre s'est opérée en plusieurs campagnes. La première paire de piles est de section carrée. La seconde est cruciforme. La troisième est en demi-colonnes engagées sur les faces qui regardent la nef et les grandes arcades.
Un des chapiteaux de la nef illustre le thème de l'avare portant une bourse autour du cou et tenu en laisse par un démon. Il est possible de retrouver cette iconographie sur un des chapiteaux du portail occidental de l'église Saint-Jean-Baptiste de Jazeneuil.
Le bas-côté sud est un peu plus large que son symétrique au nord. Les collatéraux sont voutés en plein cintre. Celui du nord, plus étroit est doté d'une arcature.
Des reprises d’œuvre ont lieu à l'époque romane lors de plusieurs campagnes, notamment sur les trois travées et demi de la nef.

### La travée sous le clocher
Elle a été édifiée à l'époque romane.
Elle était primitivement, sur quatre hautes arcades reçues sur des piles de plan irrégulier. Cette travée est coiffée d'une coupole octogonale à faces inégales : les petites faces en pans coupés reposent seulement sur des tablettes plates. Ces dernières sont soutenues par des modillons. Une jolie arcature triple en plein cintre est sculptée entre les sommiers de la coupole et les arcades au sud et au nord. Un mur en appareil réticulé soigné obture la grande arcade septentrionale. Il est constitué en écaille au sud. 
La nécessité de veiller aux appuis du clocher a conduit à renforcer tardivement la travée correspondante des collatéraux. Celle du nord a, ainsi, été en grande partie murée. Elle est percée de nos jours d'un simple passage en cintre brisé.

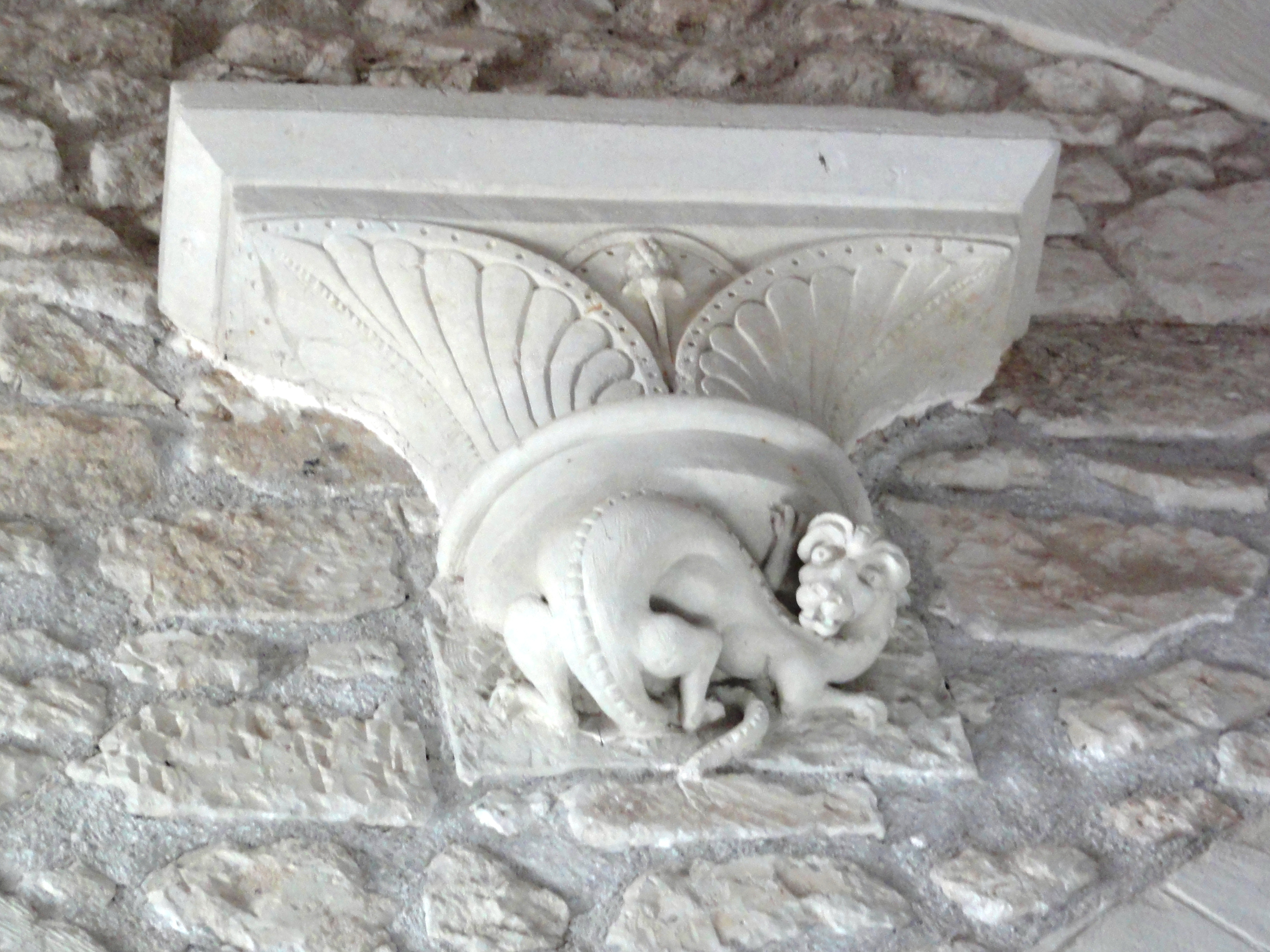
Modillon
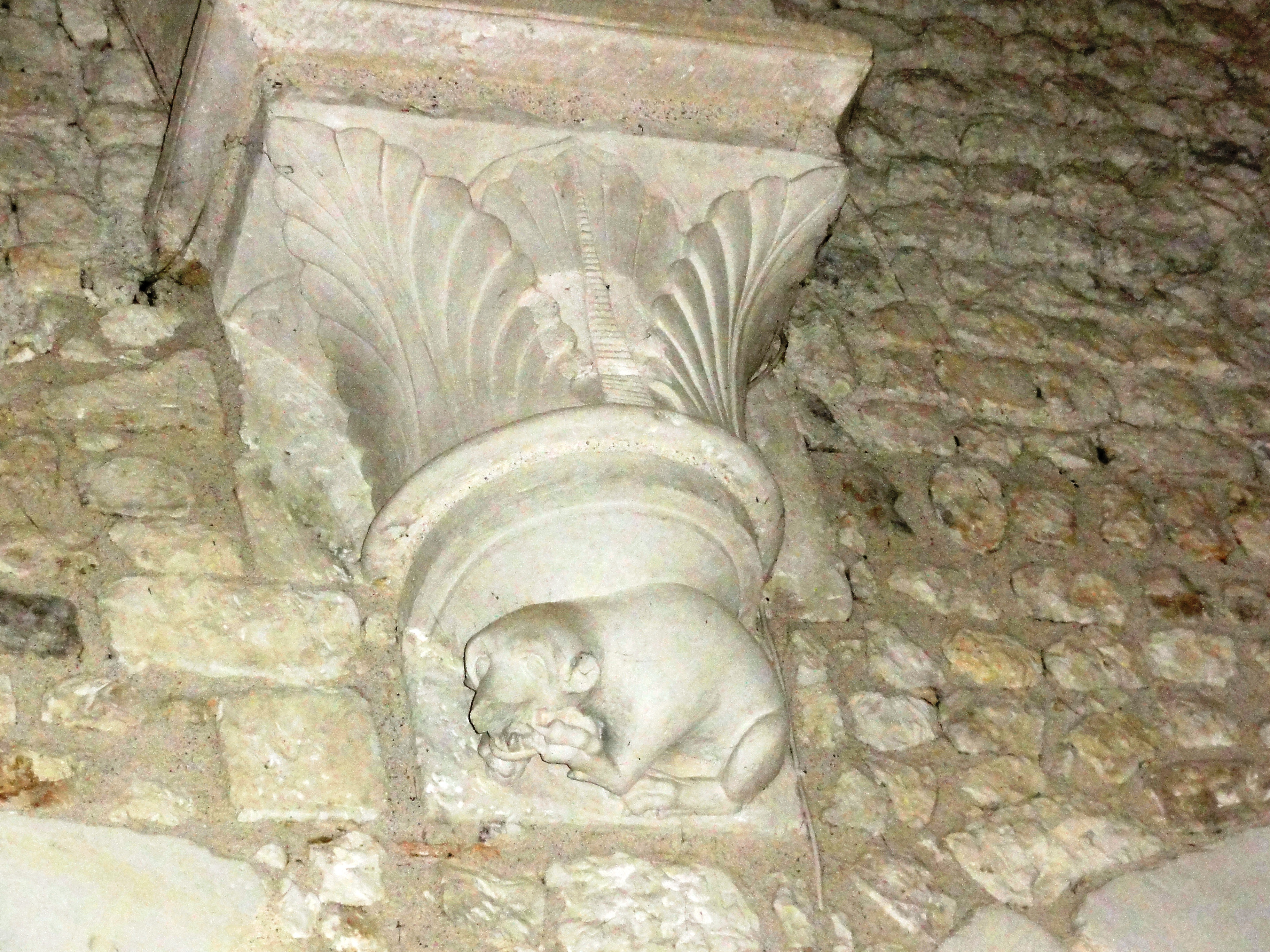
Modillon

### Le chœur
Le chœur est vaste. Il est lumineux. Il possède des bas-côtés, voutés comme lui, de berceaux à pénétration.
Il date de 1872.
L'abside prolongeant le chœur date aussi de cette époque.

### Les chapelles
Au nord comme au sud, deux chapelles de style gothique ont été construites qui forment comme un transept. Elles sont rectangulaires. Elles sont voutées d'ogives et ouvertes sur le bas-côté correspondant par une double arcade portée sur des colonnettes couplées.
Les deux chapelles possèdent de belles clefs de voûte armoriées.
La chapelle du sud est dédiée à saint André. C'était celle des seigneurs de la Groie. Elle fut construite en 1460 pour Gallehault d'Alloigny, chambellan et conseiller du roi de France Louis XI. Une baie du mur sud doit dater aussi de cette époque.
La chapelle du nord a été construite au XVIIe siècle. Elle était autrefois, ornée d'une litre extérieure.

### Les bénitiers
L'église possède deux bénitiers.
Le premier est encastré dans la première pile à droite. Il pourrait dater du XVIIIe siècle. Il est surmonté d'une niche qui a pu contenir autrefois une statuette.
Le second bénitier est destiné aux fidèles qui pénètrent dans l'église par la porte sud. Il est encastré dans la troisième pile, à droite. Il est de forme carrée, monolithique, et sa vasque est creusée de huit cannelures. Il date probablement de l'époque romane.
L'octogone - huit côtés - est une forme souvent utilisée dans les baptistères. Le 8 est en effet le chiffre du renouveau. Le chrétien qui rentre dans l'église, en se signant avec l'eau bénite, se rappelle l'eau de son baptême. La présence du nombre 8 sur un bénitier n'a donc rien d'insolite.

### Les fonts baptismaux
La première travée de la collatéral sud est fermée par une grille qui délimite ainsi un espace. Cet espace est réservé aux fonts baptismaux. La cuve semble ancienne du fait de sa facture fruste. Mais, il est, toutefois, difficile de donner une date.
Dans ce même collatéral, il est possible d'admirer une banquette de pierre en équerre et dans la même travée, une élégante petite piscine sous un arc polylobé qui pourrait dater du XVe siècle. La piscine est une niche pratiquée dans l'épaisseur du mur. Elle est percée dans sa partie inférieure. Ainsi l'eau des ablutions liturgiques est canalisée vers le sol.

### Les verrières
Les trois verrières de l'abside proviennent des ateliers tourangeaux Lobin, très productifs dans la seconde moitié du XIXe siècle. Elles ont été offertes lors de l'achèvement de la reconstruction de l'église en 1873. Chaque personnage n'y occupe qu'un médaillon quadrilobé.
Le Christ en Majesté est entouré d'anges. Le thème iconographique de ses plaies jaillissantes est rare. De part et d'autre, les patrons de l’église sont figurés. Saint Pierre est reconnaissable à ses clés et à la croix qui fut l'instrument de son supplice et saint Paul à son épée qui servit à sa décollation.
Les autres vitraux ont disparu lors des bombardements du pont en 1944.

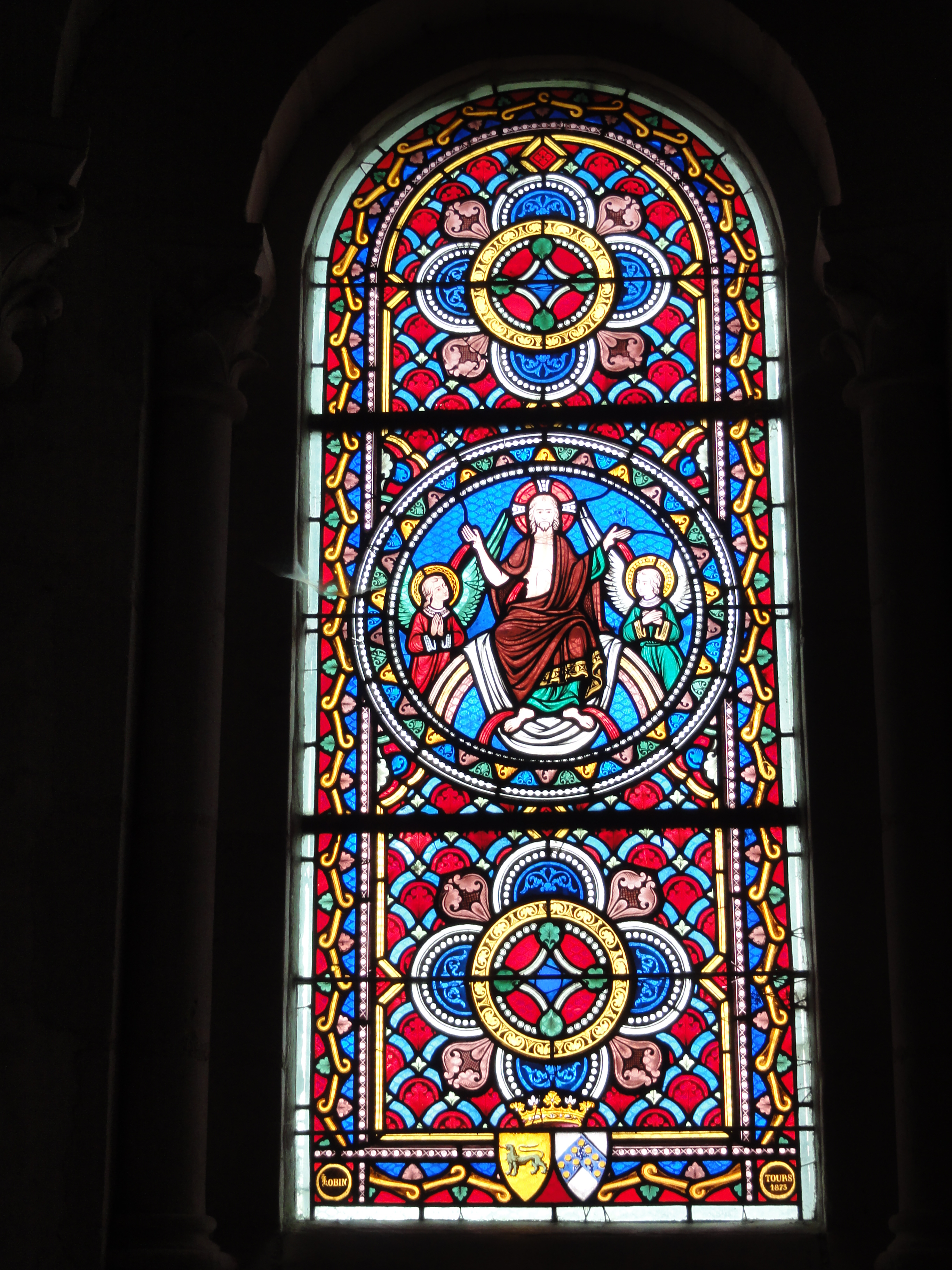
Vitrail Christ en majesté
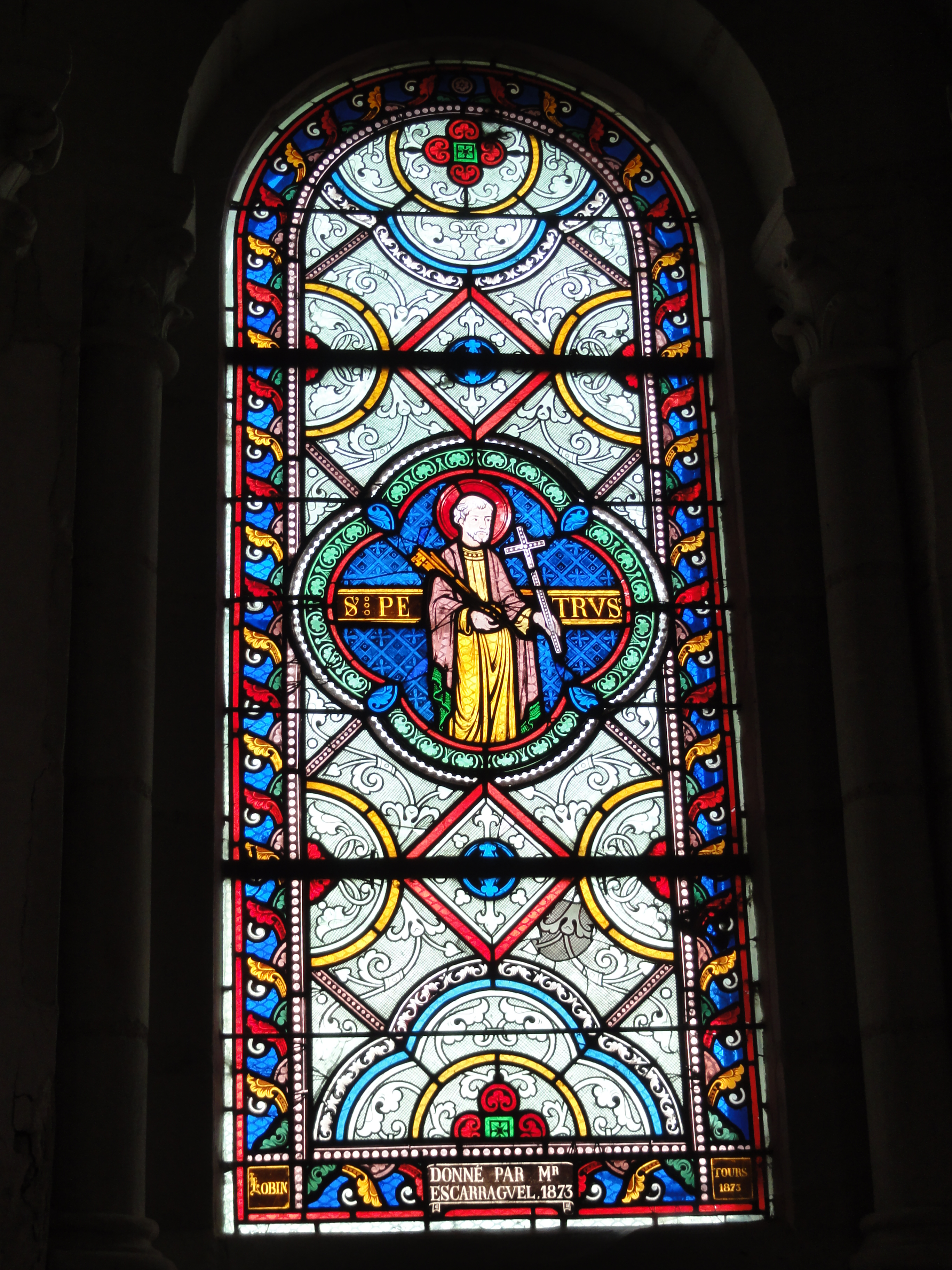
Vitrail saint Pierre
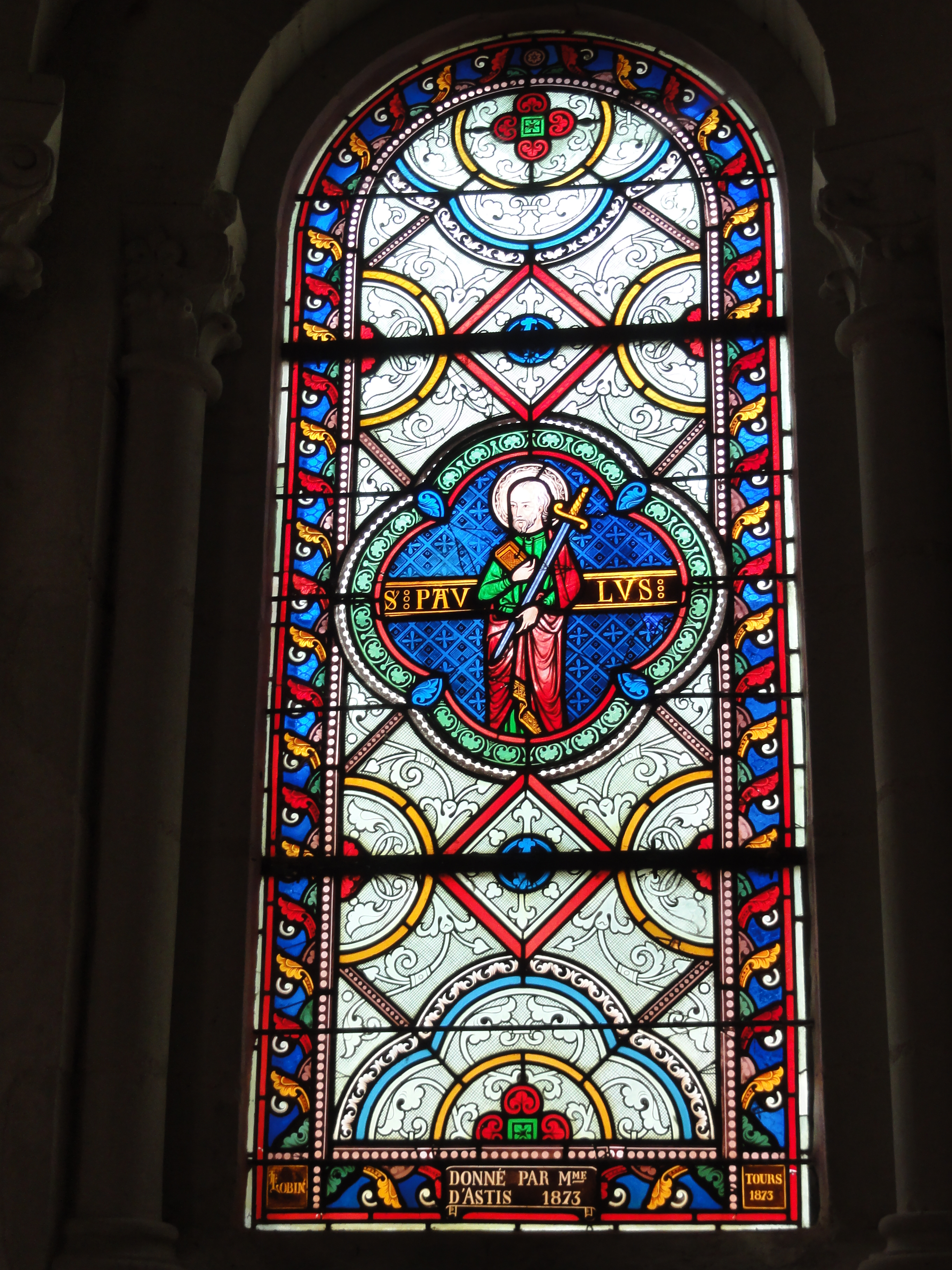
Vitrail saint Paul

## Mobilier

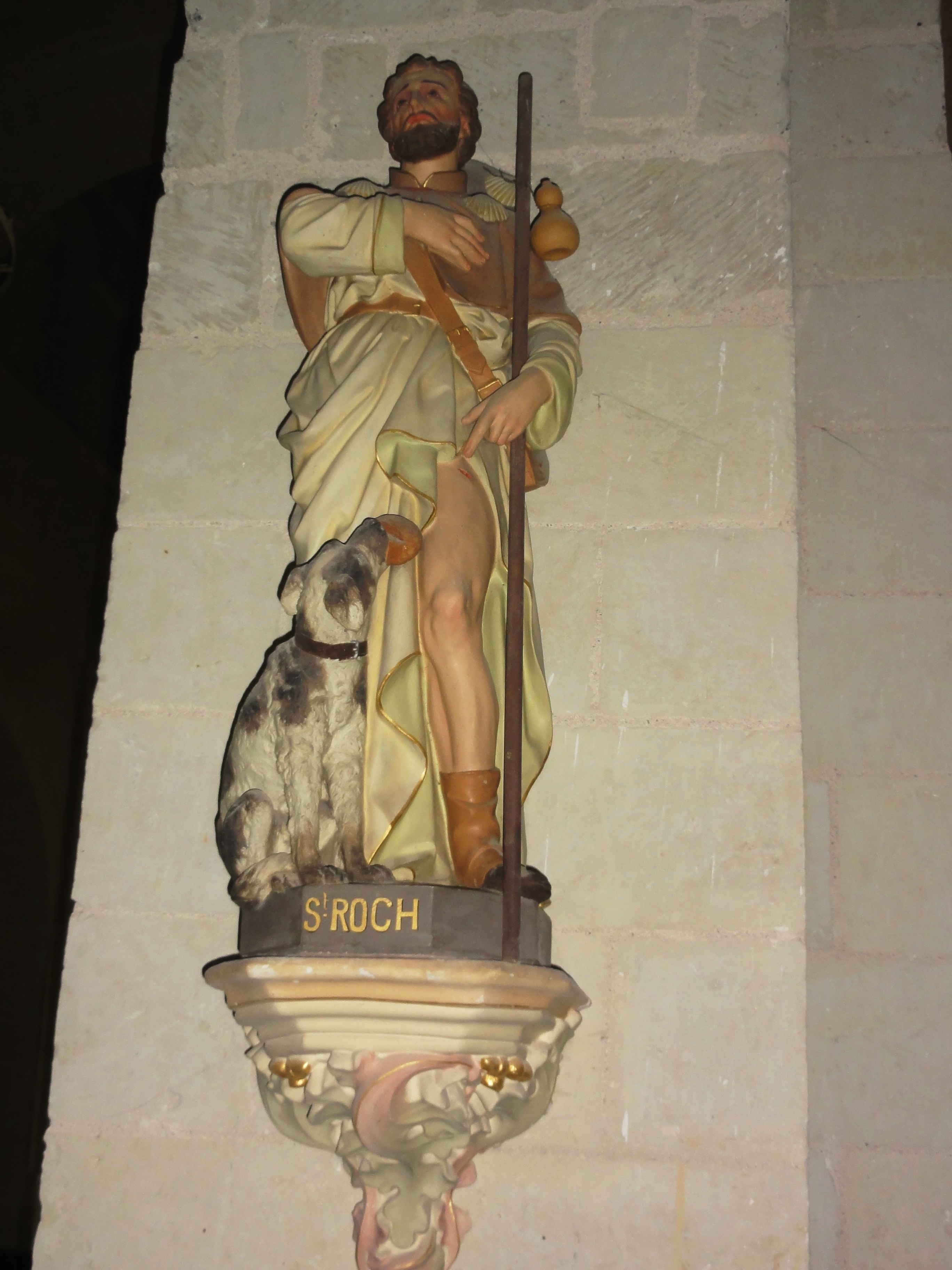
Statue saint Roch

- Statues de plâtres moulés polychromes datant de la fin du XIXe siècle ou du début du XXe siècle. C'est un témoignage de la dévotion des fidèles en cette fin de siècle. Les statues représentent : saint Joseph avec l'Enfant Jésus; saint Roch; saint Antoine de Padoue.

- Une belle Vierge à l'Enfant de pierre. La statue pourrait dater du XVIe siècle. Marie est couronnée. Elle tient l'Enfant sur son bras droit. Elle lui présente de la main gauche une grappe de raisin. Elle est vêtue d'une robe à col en V. Elle est drapée dans un manteau. Ses chaussures apparaissent sous les plis de sa robe. L’Enfant, nu, tient dans sa main gauche une boule. Cette boule symbolise le monde. L’Enfant se tourne vers l'arrivant. Sa longue chevelure est coiffée d'une sorte de diadème.

- Une statue moderne de la Vierge a été installée dans la chapelle côté nord. C'est Notre-Dame de Lourdes.

- Un Christ ancien est suspendu au-dessus du chœur. Il n' a pas été possible de donner une date à ce jour. Toutefois, de semblables sculptures en bois peint et polychromes ont été réalisées en grand nombre aux XVIIe et XVIIIe siècles. La maigreur du Christ, son expression douloureuse montre le Christ au fond de sa détresse.

- Une peinture du XIXe siècle est accrochée dans la chapelle nord. Elle comporte des archaïsmes, notamment dans le traitement de l'Enfant Jésus. La composition est assez commune. Elle montre saint Dominique et sainte Catherine de Sienne à genoux. Ils reçoivent le Rosaire des mains de Jésus soutenu par Marie, dans une vision dont la nuée montre le caractère surnaturel. Le thème de l'apparition de la Vierge à saint Dominique ne se développe qu'à partir du XVe siècle. Les Dominicains firent beaucoup pour populariser cette dévotion.